# السودان التركي المصري
السودان التركي المصري (تعرف أيضا باسم التركية أو السودان التركي)، هي الفترة الزمنية التي حكم فيها إيالة مصر ولاحقا خديوية مصر ما يُعرف اليوم بجمهورية السودان وجمهورية جنوب السودان. استمرت هذه الفترة من عام 1820 عندما بدأ محمد علي باشا غزو السودان وانتهت بسقوط الخرطوم في عام 1885 على يد محمد أحمد الذي إدعى أنه المهدي.

## الفتح العثماني 1820

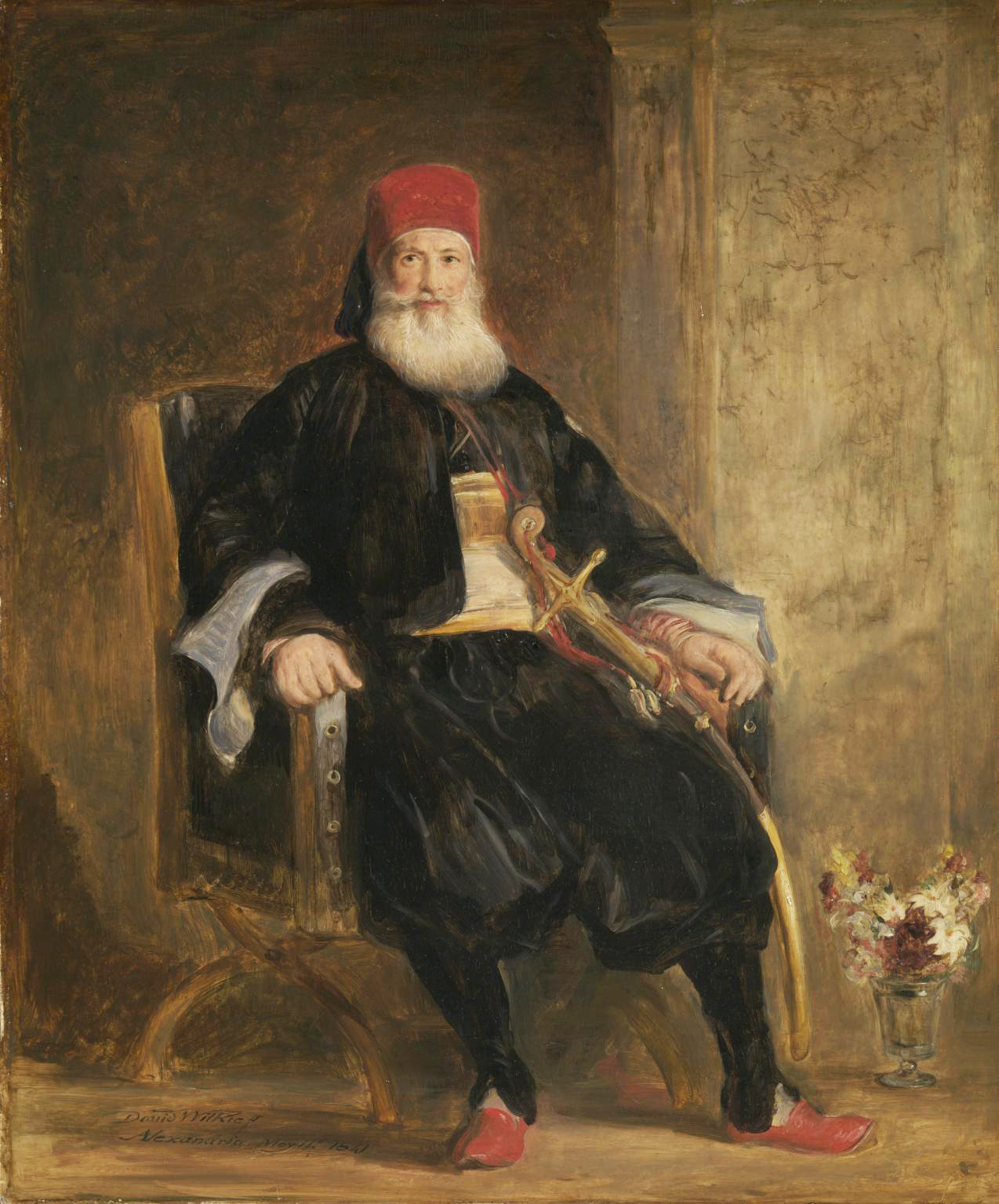
لوحة لمحمد علي باشا، بريشة السير دايڤيد ولكي.

بعد أن حكم محمد علي باشا مصر أراد أن يكون له جيشا قويا بسبب الأطماع الأوروبية الهادفة إلى الاستيلاء على بلاده، وخاصة بعد الحملة الفرنسية على مصر بقيادة نابليون بونابرت الذي استمر من 1798 ولم ينته إلا بالصلح الذي عقده الفرنسيون مع الإنجليز سنة 1802، ثم حاولت إنجلترا غزو مصر في 1807 فيما عرف بحملة فريزر لكن المقاومة الشعبية في رشيد[ ؟ ] صدت غزوهم. فعمل الباشا جاهدا على أن يوسع رقعة حكمه شرقا إلى الحجاز، غربا إلى ليبيا وجنوبا إلى السودان ليضم هذه البلدان تحت إمبراطوريته حتى أنه شمل في تهديده الإمبراطورية العثمانية نفسها. بدأ بأراضي الحجاز فهاجمها في السنوات ما بين 1811 إلى 1818م وانتصر على السعوديين وبعدها اتجه غربا فأمن حدوده الغربية حتى واحة سيوة سنة 1820.
لم يبق له سوى تأمين الحدود الجنوبية، إن حملاته ضد الحجاز شغلته عن ذلك سابقا حتى أرسل وفدا يحمل في ظاهره الصداقة والمودة إلى سلطان الفونج في 1813 وكانت مهمة الوفد استقصاء الحقائق حول الوضع السياسي، الاجتماعي، الاقتصادي والحربي. وقد حمل الوفد هدايا إلى السلطان تقدر قيمتها بـ 4 ألف ريال (كانت العملة السائدة في السودان في ذلك الوقت الريال النمساوي أو الإسباني أو المكسيكي) فرد السلطان الهدية بما يتناسب ورغبات الباشا ولكن أهم ما حمله الوفد في طريق عودته كانت التقارير التي تفيد ضعف السلطنة خاصة والسودانيين عامة بالإضافة إلى خلو السودان من الأسلحة النارية. رغم ذلك تأخر الغزو بعد ذلك عدة سنوات لأن الوهابيين لم تنكسر شوكتهم بعد.
أراد محمد علي أن يكون جيشه حديثا ومجهزا بأحدث الأسلحة وبنظام وتدريب حديثين، لكنه علم أن جنوده لن يقبلوا هذا النظام بسبب عدم اهتمامهم وبسبب عدم رغبتهم في إطاعة الأوامر. فقرر أن يستجلب الجنود من السودان وكان هذا من الأسباب التي دفعته إلى الاستيلاء على السودان. كان السوداني بقامته العسكرية وشجاعته المعهودة من أحسن الجنود. اشتهر السودان منذ القدم بأن أراضيه غنية بالذهب وكان محمد علي في حاجة إليه لانفاقه على بلاده عسكريا وصناعيا وحتى زراعيا.
خلال القرن الثامن عشر كانت الحبشة تشكل تهديدا للمصريين والسودانيين بتحويلها لمجرى النيل وخاصة بعد الأنباء التي أشاعت أن الإنجليز وأوروبا عامة مساندة لفكرة التحويل. أراد محمد علي أن يأمن هذا الأمر أيضا باستيلائه على السودان، بالإضافة إلى ما في ذلك من زيادة للرقعة الزراعية لأراضيه. أراد محمد علي من السودانيين أن يكونوا على مودة مع الوالي لكن الأمر لم يكن كذلك إذ أن المماليك الذين هربوا من مكائده اتخذوا من شمال السودان موطنا لهم بالقرب من مملكة الشايقية، حيث أنشؤوا مملكة لهم كانت بمثابة طعنة في ظهر محمد علي، لذلك قرر أن يقضي عليهم خوفا من أن تزيد سلطتهم ويسيطروا على السودان فيشكلوا خطرا على حكمه. كان محمد علي يرمي إلى استغلال تجارة السودان واحتكار حاصلاتها وتسويقها في السوق العالمية عن طريق مصر. من أهم صادرات السودان آن ذاك: العاج، الأبنوس، ريش النعام والجلود هذا بالإضافة للذهب الذي طالما اعتقد المصريون وجوده في السودان بكميات مهولة، كما أن السودان كان سوقا جيدا للصادرات المصرية. وإذا حصرنا هذه الأسباب نجدها:
- تأمين البلاد ضد الغزو الأوروبي باستجلاب الجنود من السودان. وبزيادة رقعة وعدد سكان بلاده.
- الحصول على التمويل لدعم القطاعات المختلفة في مصر باستغلال الذهب والتجارة والحاصلات السودانية.
- تامين مجرى النيل المصدر الوحيد لري الأراضي المصرية وزيادة المساحة الزراعية.
- وجود المماليك في السودان.

بعد عودة الوفد المصري التركي الذي أرسله محمد علي باشا ما لبث أن قدم إلى مصر الشيخ بشير ود عقيد من قرية أم الطيور قرب عطبرة في 1816 وطلب من محمد علي أن يعينه على خصمه ملك الجعليين الذي أقصاه من مشيخته، اعتقد الشيخ أن الباشا سيساعده فأبقاه الباشا وأكرم وفادته حتى أعد العدة لفتح السودان وأرسله مع الجيش سنة 1820، ثم عينه شيخا على شندي في آخر الأمر بعد نزوح المك نمر إلى الحبشة. وأرسل أيضا جيشا آخر إلى سلطنة الفور ليستولي على كردفان ودارفور.

### (الحملة الأولى) الزحف إلى سنار يوليو 1820
تولى قيادة الجيش الأول إسماعيل بن محمد علي باشا وضم الجيش 4500 من الجنود فيهم الأتراك والأرناؤوط والمغاربة (لوحظ عدم وجود أي مصري بين الجنود، إذ كان الجيش من المرتزقة الذين تعود الأتراك أن يجندوهم) وتسلحوا بالبنادق و24 مدفعا. وعلى سبيل المثال عدد الجنود لا يتناسب مع عدد المراكب والجمال، لكننا نسرد الأرقام تماما كما وردت في المرجع). وجد حكام شمال السودان أنفسهم ضعافا أمام الحملة نظرا لتفرقهم إلى ممالك صغيرة، فسلموا الأمر إلى إسماعيل باشا. أما المماليك فهرب جزء منهم إلى الجعليين وسلم البعض الآخر نفسه إلى إسماعيل.

#### معركة كورتي نوفمبر 1821
لم يقابل جيش إسماعيل أية عقبة حتى وصل ديار الشايقية الذين اعتزوا بسطوتهم على جيرانهم وثورتهم على الفونج. آثر الشوايقة الخضوع للحكم على أن لا يتدخل الباشا في شؤونهم لكن إسماعيل وضع شروطا كان أهمها هو تسليمهم الخيل والسلاح الأبيض وأن يفلحوا الأرض فلم يقبلوا بذلك وعزموا على القتال. بدأ النصر يلوح للشوايقة حتى انهم قطعوا أذاني عدوهم بقيادة الملك صبير حاكم غرب الشايقية.

#### اجتياح سنار
سار الجيش متجها نحو سنار عاصمة مملكة الفونج فأرسل إسماعيل إلى الوزير محمد ود عدلان الذين كان ممسكا بزمام الحكم بدلا من السلطان بادي السادس. وطلب إسماعيل باشا الولاء للخليفة العثماني فكتب له ود عدلان رسالته المشهورة: لا يغرنك انتصارك على الجعليين والشايقية، فنحن هنا الملوك وهم الرعية. أما علمت بأن سنار محروسة محمية، بصوارم قواطع هندية، وجياد جرد أدهمية، ورجال صابرين على القتال بكرة وعشية. كان ظاهرا أن ود عدلان لم يكن يعيش واقع عصره إذ أن جواسيسه أخبروه أن الجيش قوامه 186 ألف محارب (نلاحظ أن الجيش المتحرك من مصر كان 4500 جندي) حتى انه أخذ يطلب العون من الأولياء والصالحين بدلا من تجنيد الجند من القبائل ومحالفة القبائل الأخرى ليستعد لمقابلة الجيش. تم اغتيال ود عدلان بسبب مشاكله مع أبناء عمومته قبل أن يصل إلى اتفاق مع الفور بشأن توحيد الكلمة لمحاربة الغازي. بدأ الأرباب دفع الله الوزير الجديد للسلطنة بالمفاوضات في ود مدني مع إسماعيل ونقل إليه رغبة السلطنة في الخضوع بعد أن أدرك أنه لا فائدة ترجى من المقاومة. لما اقترب إسماعيل من سنار خرج إليه بادي السادس (الذي كان شابا في الخامسة والعشرين) مبايعا وتنازل عن سلطانه لخليفة المسلمين في 13 يونيو 1821. هكذا انتهت سلطنة الفونج التي عاشت في ربوع السودان من عام 1504 – 1821م، بدخول الجيش في اليوم التالي دخول الغزاة المنتصرين وهم يقصفون البر ومن خلفهم سار السلطان السابق بعد أن عينه إسماعيل شيخا على سنار ليجمع الضرائب ويسلمها للإدارة التركية المصرية.

### الحملة الثانية - حملة كردفان ودارفور
أرسل محمد علي جيشا آخر بقيادة صهره محمد بك الدفتردار لضم غرب السودان إلى أملاك مصر. ولقد أمد الكبابيش وهي القبيلة التي تقطن بين مصر والمناطق الغربية للسودان والتي كانت تحمل البضائع من وإلى مصر من تلك المناطق أمدت جيش الدفتردار بما احتاج إليه من جمال لنقل العتاد إلى غرب السودان وكانوا خير دليل لتحديد أماكن الآبار ومناطق المعسكرات. سار جيش الدفتردار عقب انطلاق الجيش الأول وقبل أن يصل إلى الأبيض عاصمة الفور أرسل إلى سلطانها محمد الفضل ينصحه بالتسليم فرد ود الفضل:  أما علمت أن عندنا العباد والزهاد، والأقطاب والأولياء الصالحين من ظهرت لهم الكرامات في وقتنا هذا وهم بيننا يدفعون شر ناركم، فتصير رمادا، ويرجع إلى أهله والله يكفي شر الظالمين. لكن الدفتردار تقدم إلى كردفان دون أن يعترضه أي معترض فلما علم الوالي خرج بعسكره متجها شمالا إلى بارا ليواجه الجيش الغازي.

#### واقعة بارا 16 أبريل1821م
التقى الغزاة مع جيش المقدوم مسلم والي كردفان الذي عينه السلطان محمد الفضل وهو سلطان دارفور الذي ضم كردفان إلى مملكته وعين محمد الفضل حاكما على كردفان تحت سلطانه وعقبهم في كردفان يسمون بالمسبعات، فاندفع جيش الأخير لا يظن سوى النصر (كما فعل الشايقية من قبل) لكنهم تفاجئوا بسقوط الجنود بالرصاص فعلموا أنه لا قبل لهم بعدوهم وهم يحملون السيوف والرماح. وهكذا انتهت واقعة بارا بانهزام الوطنيين وانتصار الغزاة فسقطت كردفان في يد الدفتردار قبل سقوط سنار في يد إسماعيل. لم يحاول السلطان المقاومة بل نزح إلى الفاشر ينتظر تطورات الموقف. لم يسر الدفتردار أبعد من الأبيض لندرة المياه في تلك المناطق فأعلن محمد علي باشا عدم رغبته في فتح دارفور بل فكر في إخلاء كردفان والتنازل لأحد الملوك ليدفع الجزية إلا أن الدفتردار أقنعه بالعدول فعدل عن ذلك في 1822م.وبذلك سقطت كرفان من سلطنة الفور.التي كانت تحت إمرة ملوك دارفور منذ عهد السلطان تيراب الذي كان عاصمته شوبا إحدى ضواحى مدينة كبكابيه الآن وبه آثار مسجده العتيق شاهدا للتاريخ.

### مقـتل إسماعيل بن محمد علي باشا1822
بدأت الثورات تظهر في مختلف المناطق بسبب الازدياد المتواصل في الضرائب التي فرضها الأتراك على السودانيين إذ أن الضرائب السنوية للممتلكات كانت تقدر بنصف الثمن. فلما هدأت تلك الثورات بعد أن زاد الولاة في قسوتهم وزادوا في ضرائب الجهات الثائرة إذ أن الجزيرة زيدت ضرائبها من 35,000 ريال إلى 50,000 ريال وكذلك أراضي الجعليين.
وصل إسماعيل باشا إلى شندي في ديسمبر 1822 وأمر المك نمر والمك مساعد بالمثول أمامه وعند حضورهما بدأ الباشا بتأنيب المك نمر واتهامه بإثارة القلاقل ومن ثم عاقبه بأن أمره أن يدفع غرامة فادحة، فدرها (1000 أوقية ذهب، ألفي عبد ذكر، 4 آلاف من النساء والأطفال، ألف جمل ومثلها من البقر والضأن) واختلفت المصادر في الأعداد لكن اتفقت في استحالة الطلب ثم راى زوجة المك نمر (سعيدة) فاعجب بجمالها فطلبها هي أيضا. رد المك باستحالة الطلب فأهانه الباشا وضربه بغليونه التركي بإساءة بالغة أمام الحاضرين. حتى أن المك رفع سيفه فأوقفه المك مساعد وتحدث إليه باللهجة الهدندوية (التي عرفوها عن طريق التجارة مع سكان البحر الأحمر) فأبدى المك رضوخه وأظهر خضوعه بأن دعا الباشا إلى العشاء وذبح له الضأن وهيأ له الحرس وأمعن في خدمته وأخبره أن الغرامة ستدفع في صباح اليوم التالي، أثناء ذلك كان الجعليون يطوقون الحفل بالقش من كل مكان مخبرين رجال الباشا أنها للماشية التي ستحضر وقبيل انفضاض الحفل أطلق الجعليون النار في القش فمات إسماعيل ورجاله خنقا وحرقا. نتيجة لذلك ساءت معاملة المغتصبين أشد الإساءة حتى أنهم قتلوا في إحدى المرات 30,000 من الجعليين العزل، استمر المك نمر في إغارته على الدفتردرا حتى بلغت خسائر رجاله عددا عظيما بفضل السلاح الناري فهاجر المك ومعه عددا لن يستهان به من الفبيلة إلى حدود الحبشة حيث خطط مدينة أسماها المتمة أسوة بعاصمة الجعليين في الشمال ومكث هناك عدة سنين حتى مات.
استمر الحكم الدفتردار العسكري للسودان واستمرت المجازر البربرية كما أن الجنود الذين لم يتسلموا مرتباتهم لمدة ثمانية أشهر بدءوا بالبطش والنهب ليجدوا متطلبات حياتهم، إلى أن ثار الرأي العام الأوروبي، فأمر محمد علي، الدفتردار بالعودة سنة 1824 محاولة منه إنهاء الحكم العسكري وإرساء نظام إداري أكثر إنسانية.
عند الدخول التركي عينت سنار عاصمة للسودان إلا أن أمطارها الخريفية وكثرت الأمراض فيها اضطرتهم إلى تغييرها إلى ود مدني إلى أن أتى عثمان باشا الذي خلف الدفتردار عقب عودته إلى مصر وأعجب بالمنطقة التي يقترن فيها النيل الأبيض بالأزرق فبنى قلعة ووضع فيها الجند سنة 1824 واتخذها عاصمة له. تلك كانت بداية مدينة الخرطوم التي ازدهرت وسكنها 60 ألف نصفهم من المصريين واليونان واللبنانيين والسوريين وأعداد من الأوروبيين. اهتم خورشيد باشا أيام حكمه 26-1838 بتحسين الخرطوم وإنشاء المنشآت كما شهدت الخرطوم في عهده نوعا جديدا من الحكم إذ امتاز بإشراك السودانيين في الحكم كما عين الشيخ عبد القادر ود الزين مستشارا له، الذي ساعده بدوره في حل الكثير من مشكلات السودان وأهمها هجرة السودانيين إلى المناطق المتاخمة للحبشة والبحر الأحمر هربا من البطش والضرائب، فأعفى المتأخرات وأعفى الفقهاء ورجال الدين ورؤوس القبائل من الضرائب فبدأت الوفود بالعودة.

## التقسيم الإداري
بعد استقرار الأحوال قليلا في السودان قسم محمد علي البلاد على النظام الإداري التركي إلى 6 مديريات: دنقلا، بربر، الخرطوم، سنار، كردفان وفازوغلي (كما وردت في المرجع). ثم ضمت مديرية التاكا في الشرق فأصبحت السابعة. سنة 1834 أطلق محمد علي اسم الحكمدار لحاكم السودان وأعطيت له السلطات العليا الإدارية، التشريعية، التنفيذية والعسكرية. لكنه غير النظام سنة 1843 لتخوفه من الحكمدار أحمد باشا شركس (أبو ودان) الذي كان طموحا وأراد أن يستقل بالسودان عن طريق فرمان من الباب العالي التركي. واستبدل الحكمدار بالمنظم بعد وفاة أحمد باشا أبو ودان المثيرة للجدل. إلى أن أعاد الحكمدارية للسودان بسبب ضعف المنظم الذي عينه.

### الخديوي عباس حلمي الأول (48-1854)
اهتم عباس حلمي الأول الذي خلف محمد علي باشا، اهتم بالنواحي الإدارية كثيرا وحاول معالجة الرشاوى وأعاد تقسيم المديريات وأدخل الطب الغربي إلى السودان لمعالجة الجنود والموظفين المصريين والأتراك، كما فتحت أول مدرسة لأبناء الموظفين في الخرطوم سنة 1853 على يد رفاعة بك الطهطاوي. وفد نشطت التجارة الأوروبية في السودان في عهده وساعد هو في ذلك بتخفيف القيود المفروضة وكان الكثير منهم يتاجر في الرقيق كما أن القناصل كانوا يتاجرون في العاج فكانوا يبيعون العمال مع العاج فور وصولهم للجهة المستوردة. أيضا بدأت الحملات التبشيرية ل المسيحية في عهده سنة 1848 كما أرسل الكثير من الموظفين والمحاسبين الأقباط (كما فعل محمد علي باشا من قبل).

### الوالي محمد سعيد باشا (54-1863)

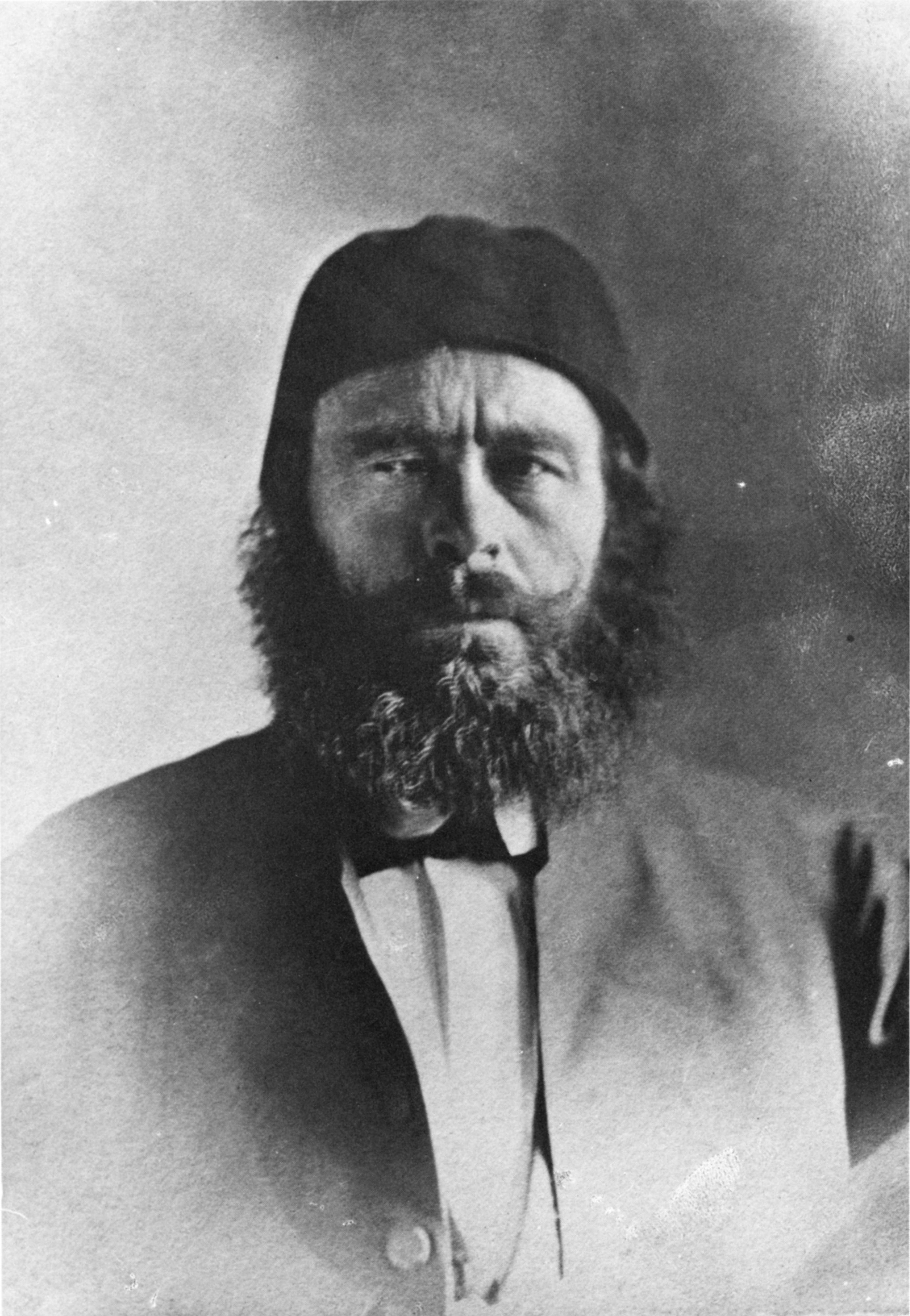
محمد سعيد باشا

اهتم محمد سعيد باشا برفاهية وترقية الشعب السوداني كما حارب تجارة الرقيق وحاول تحسين النظام الإداري في السودان كما عمد إلى إشراك السودانيين في الحكم وأنشأ الحكومات المحلية وجعل الإدارة غير مركزية لتيسير عمل المديريات وسرعة تنفيذ مشاريعها، فألغى الحكمدارية مرة أخرى (مع الفرق الشاسع في السبب). كما عزز مكانة مشايخ القبائل وجعلهم ينوبون عن المديرين في جمع الضرائب التي خففها عنهم بعد زيارته للسودان ومقابلته للمواطنين الذين شكوا له ثقل الضرائب على عواتقهم، فتقابل جشع المديرين(الذين اعتبروا السودان منفى لجمع الثروة) مع وطنية المشايخ مما أدى إلى إخفاق النظام اللامركزي الديموقراطي الذي أعطى السودانيين بعض الحق في إدارة وطنهم، فشاهد سعيد هذا الفشل الذي حاق بنظامه الإنساني الديموقراطي قبل وفاته فأعاد الحكمدارية للسودان. وفي سنة 1857 عين أراكيل بك مديرا للخرطوم فثار السودانيون على تعيين مدير مسيحي عليهم وطالبوا باستبداله إلى أن أرسل المدير عدد منهم لسجنهم في مصر إلا أنهم أعيدوا إلى بلدانهم.

### إسماعيل باشا الثاني (1863 - 1879)

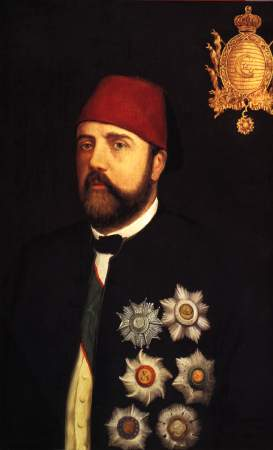
الخديوي إسماعيل باشا الثاني

عمد الخديوي إسماعيل إلى تغيير النظام الإداري كليا نظرا لكثرة الأخطاء والمساوئ، واهتم بإدخال التعليم فأنشأ العديد من المدارس الابتدائية(أغلقت مدرسة الطهطاوي أبوابها بعد انتهاء مدة نفيه وعودنه لمصر) في المدن الكبرى كالخرطوم ودنقلا،الأبيض[ ؟ ]، بربر وكسلا وكانت مفتوحة للسودانيين الراغبين في ذلك بالإضافة لأبناء الموظفين المصريين (هذا إلى جانب الخلاوي[ ؟ ] التي انتشرت في مختلف بقاع السودان والتي تتفاوت في أهميتها حسب شهرة المشايخ والفقهاء وكان إسماعيل باشا يساعد هذه الكتاتيب بدفع مرتبات شهرية للشيوخ)، اهتم الباشا إسماعيل أيضا بقطاعي الزراعة والمواصلات ( سكك حديدية، ومواصلات نهرية، وبريد وبرق).
كما أراد التوسع جنوبا وغربا وشرقا فاتفق مع الرحالة الإنجليزي صمويل بيكر على أن يخضع له حوض ومنابع النيل مقابل مرتب سنوي كبير، وكانت تلك بداية دخول الإنجليز إلى السودان الذين كثر عددهم كمسؤولين وموظفين. نجح صمويل في إخضاع مساحة شاسعة من الجنوب تحت حكم الخديوي بعد معارك ضارية مع القبائل في تلك المناطق. إلى أن ترك صمويل البلاد مخلفا وراءه حقد المواطنين بسبب وحشية تعامله.
فخلفه الضابط الإنجليزي تشارلز جورج غوردون، نجح غوردون في مهمته أكثر مما فعل صمويل بيكر لأنه كسب ود العديد من القبائل وحارب تجار الرقيق، إلى أن قام رجل مغامر من أبناء الجيلي وهي منطقة تابعة لنفوذ الجعليين في ذلك الوقت، وهو الزبير باشا رحمة برحلة إلى الغرب، فاختلط مع التجار ودخل معهم واستطاع أن يجمع ثروة بسبب ذكائه وكون جيشه الخاص إلى أن استولى على منطقة بحر الغزال وكون أول ولاية إسلامية هناك وأسقط سلطنة الفور 1874 التي استمر حكمها ما يقارب ثلاثة قرون، أسقطها بمساعدة الحكومة المصرية التي تولت فيما بعد حكم هذه المناطق. تخلى [غوردون عن منصبه كحاكم على المديرية الاستوائية وعاد إلى بلده فاتصل به الخديوي مرة أخرى واقترح عليه أن يكون حكمدار السودان مضافة إليه الأراضي الجديدة بعد التوسع في الحكم فوافق على ذلك في 1877. عمل غوردون على إيجاد طريقة فعالة لمحاربة الفساد في الحكومة ومحاربة تجارة الرقيق، إلا أنه واجه العديد من الثورات منها تلك التي أقامها الزبير باشا لأنه فتح المنطقة الغربية من ماله الخاص ولم تعوضه الحكومة المصرية عن ذلك، بدأ بتأليب الفور عليهم ليحاولوا إعادة سلطنتهم فخرج السلطان هارون بجيش في أوائل 1879 من جبل مرة فتواجهوا مع قوات لحكومة وقتل السلطان وهزم جيشه وبذلك أخمدت تلك الثورة. اضطربت أفكار غوردون بعد أن أصبح حكمدار السودان وكانت تجارة الرقيق ومحاربتها هي شغله الشاغل فأراد أن يقضي عليها في أقصر وقت ممكن لكن الرقيق في البيوت السودانية لم يرغبوا في ترك أسيادهم فاتفق غردون مع الملاك على أن يسمح لهم بتملكهم مدة 12 سنة وأن يكون للحكومة الحق في التدخل في شؤونهم إن دعت الحاجة وأعطى كل منهم مستندات تفيد ذلك وسجل أسماء وأوصاف الرقيق لضمان عدم التلاعب في القرار. اضطربت بقية الأحوال في عهده وارتفعت الضرائب وساءت الإدارة.

## الثورة المهدية وحروب الاستقلال

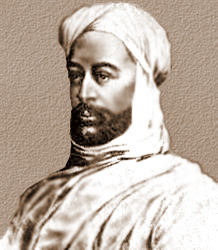
رسم شائع لمحمد أحمد المهدي

ولد محمد أحمد بن عبد الله المهدي في لبب إحدى الجزر المجاورة لدنقلا في 1844، كان شغوفا بالعلم الشرعي منذ صغره، رغم أن والده وإخوانه اشتغلوا ببناء المراكب، فالتحق بعدة الخلاوي[ ؟ ] بدأها بكرري ثم الخرطوم ومن ثم عاد إلى الشمالية، وضع محمد أحمد رغم حداثة سنه أسسا للحياة وكان يحاسب نفسه في كل صغيرة وكبير فنشأ هكذا حتى إذا ما بلغ شبابه تاقت نفسه إلى التصوف، فالتحق بأحد شيوخ الطريقة السمانية (محمد شريف نور الدائم) في 1861، وعمل على الالتزام بنهجه في كل صغيرة وكبيرة فكان يحمل الحطب لأصحابه كما عاونهم في حمل اللبنات عند البناء وكان كثير التهجد والبكاء حتى عجب منه شيخه وزملائه، رضي عنه شيخه فمنحه الأستاذية بعد 7 أعوام من الدراسة، بعد ذلك انتقل محمد أحمد إلى الجزيرة أبا فوجد فيها غارا فالتجأ إليه وأخذ يتعبد الله في هذا الغار وبعد أن أخذ نصيبه من الخلوة والخلود لذكر الله جعل وقته للتعليم فاشتهرت مدرسة ذلك الشاب الورع وحمل الناس إليه الهدايا لينفقها على تلامذته وتبركوا بزيارته وسكنت نفوسهم برؤيته لصلاحه وتقواه. لم تنقطع صلات محمد أحمد بشيخه محمد شريف فكان يزوره كلما سنحت الفرصة وفي إحدى زياراته رآه يسمح للنساء بتقبيل يده فهاله الأمر وأفصح عما في ضميره طالبا منه الاعتراض على تلك العادة، ثم ما لبث أن رأى أستاذه يسمح بالطبل والغناء في احتفال لختان أنجاله، فاعترض عليه فتسبب في حرج لأستاذه فاستشاط الشيخ غضبا على تلميذه، ولم تفلح محاولات محمد أحمد في الاعتذار وطلب العفو.
علم محمد أحمد أن طريقه إلى إعادة الإسلام إلى سيرته الأولى يتطلب منه أن يحتل مركزا دينيا مرموقا فذهب للشيخ القرشي خليفة الطريقة السمانية في ذلك الوقت وجدد البيعة ومن ثم اتجه إلى الغرب يزور رجال الدين هناك وكان الناس يلقونه بالحفاوة فقد عرفوا فيه التقوى والورع. ما لبث الشيخ القرشي قليلا حتى مات فاشترك تلاميذه في دفنه وأقاموا عليه قبة كما جرت العادة في البلاد عندما يموت مشايخ الصوفية، وهناك أثناء الدفن التقى برجل يدعى عبد الله التعايشي، كان عبد الله مأخوذا بشخصية محمد أحمد وعلمه وكان هو الآخر مأخوذا بذكاء عبد الله رغم قلة علمه، أصبح الاثنان صديقان وأخذه محمد أحمد معه إلى جزيرة أبا[ ؟ ] وهناك أسر الشيخ إلى تلميذه وصديقه أنه أصبح يرى الرسول وهو يقظان وأنه أخبره أنه المهدي المنتظر كان ذلك في مارس 1881 ما يوافق ربيع الثاني 1298 هـ وكانت نهاية القرن 13 الهجري، كما فعل النبي أخبر المهدي أصحابه وخاصته وأهل بيته وأسر أيضا إلى خاصة تلاميذه وبايعه تلاميذه على نصرة المهدية ومنذ ذلك الوقت سمي كل من ناصره بالأنصار كما سمى النبي أهل يثرب عندما بايعوه.
رأى المهدي أن يجدد زيارته لكردفان وكان يرى فيها خير مكان لنشاط ثورته وهناك أسر لرجال الدين بأمره بدأ المهدي بالجهر لدعوته بعد عدة أشهر وكان يأمر بالجهاد واتباع سنة المصطفى فكتب إلى كل الفقهاء وزعماء القبائل كما كتب للحكمدار في الخرطوم ونصحه أن يبايع، أرسل الحكمدار أحد معاونيه للمهدي ليتبين الأمر لكن جهوده لم تفلح في أن يوقف الرجل عما بدأه، فهدده بقوة الحكومة لكنه لم يرضخ.

### الواقعة الأولى – أبا 1881
جهز الحكمدار جنوده لقتال المهدي تحت إشراف أبو السعود الذي أرسله من قبل إلى المهدي نزل الجنود إلى جزيرة أبا[ ؟ ] واعتقدوا أن مجرد ظهورهم سيرد المهدي عن أمره لكن المهدي باغتهم بالهجوم مع رجاله بأسلحتهم البسيطة، فقتل معظم الجنود وفر البقية عائدين إلى الخرطوم حاملين معهم نبأ أول هزيمة للحكومة منذ الاحتلال المصري التركي، وكانت الواقعة في 17 رمضان وهو التاريخ الذي يوافق غزوة بدر التي كانت أول انتصار للمسلمين في عهد النبي.

### واقعة راشد ديسمبر 1881:-
راشد بك أيمن كان مديرا على فشودة وكانت جبال النوبة التي لجأ إليها المهدي بعد المعركة الأولى جزء من مديريته، أراد راشد أن يفاجئ المهدي بهجوم سريع لكن أثناء تحركه مع جنوده الـ 420 رأتهم سيدة تدعى رابحة الكنانية وكانت من مريدي المهدي فأسرعت إليه تواصل الليل بالنهار حتى أبلغته، فباغت المهدي راشد ورجاله قبل أن يصلوا إليه ولم يصبح الصبح حتى صار راشد بك جثة هامدة ومن حوله جثث جنوده إلا من فر منهم ليبلغ الخرطوم بالمجزرة.عزز هذا النصر اعتقاد الناس بالمهدي إذ اعتبروا ما حدث معجزة، هذا بالإضافة إلى أن مدير كردفان حاول الهجوم أيضا لكن صوت الطلقات التي كان يطلقها رجال المهدي ليلا أرهبه فهرب بجنده فاعتبر الناس هذه من الكرامات أيضا. أرسل الحكمدار إلى مصر لطلب المدد لكن مصر أيامها كانت مشغولة ب الثورة العرابية ولم يستطع أحمد عرابي إرسال أية إمدادات إلى السودان لتخوفه من هجوم الإنجليز في أي وقت، هكذا حصل المهدي على مزيد من الوقت لمضاعفة قوته وزيادة أتباعه.

### واقعة الشلالي مايو 1882:-
أرسل الحكمدار 6100 جندي بقيادة يوسف باشا الشلالي وانضمت إليه كتائب من الأبيض[ ؟ ]، أرسل المهدي إليهم 2 من أتباعه إلا أن الشلالي أمر بتقطيعهم حتى الموت، وعندما وصل الشلالي إلى قدير المنطقة التي يقيم فيها المهدي بدأت المعركة في الصبح الباكر والتحم الجيشان ولم تنتهي المعركة إلا بانتهاء جيش الحكومة، وكان هذا هو النصر الثالث للمهدي وحصل في هذه المعركة على الكثير من العتاد والأسلحة النارية بسبب كثرة الجيش. زاد عدد الثوار على الحكومة بسبب البطش والضرائب فانضموا بدورهم لحركة المهدي وبدءوا يتذكرون ما فعل الدفتردار.